# العلاقات البرازيلية اللوكسمبورغية
العلاقات البرازيلية اللوكسمبورغية هي العلاقات الثنائية التي تجمع بين البرازيل ولوكسمبورغ.

## مقارنة بين البلدين
هذه مقارنة عامة ومرجعية للدولتين:
| وجه المقارنة                                              | البرازيل | لوكسمبورغ                                                     |
| --------------------------------------------------------- | --- | ------------------------------------------------------------- |
| المساحة (كم2)                                             | 8.52 مليون | 2.59 ألف                                                      |
| عدد السكان (نسمة)                                         | 202.66 مليون | 599.45 ألف                                                    |
| الكثافة السكانية (ن./كم²)                                 | 23.79 | 231.45                                                        |
| العاصمة                                                   | برازيليا، ريو دي جانيرو | لوكسمبورغ                                                     |
| اللغة الرسمية                                             | برتغالية برازيلية، Brazilian Sign Language ‏ | اللغة اللوكسمبورغية، لغة فرنسية، اللغة الألمانية              |
| العملة                                                    | ريال برازيلي، كروزيرو ريال برازيلي ‏، كروزيرو البرازيلية (1990–1993)، البرازيلي كروزادو نوفو، كروزادو برازيلي، cruzeiro ‏، كروزيرو البرازيلية (1942–1967)، الريال البرازيلي (قديم) | يورو، فرنك لوكسمبورغ                                          |
| الناتج المحلي الإجمالي (بليون دولار)                      | 2.06 تريليون | 62.40 مليار                                                   |
| الناتج المحلي الإجمالي (تعادل القوة الشرائية) بليون دولار | 3.22 تريليون | 58.13 مليار                                                   |
| الناتج المحلي الإجمالي الاسمي للفرد دولار أمريكي          | 8.54 ألف | 101.45 ألف                                                    |
| الناتج المحلي الإجمالي للفرد دولار أمريكي                 | 15.89 ألف | 101.93 ألف                                                    |
| مؤشر التنمية البشرية                                      | 0.754 | 0.892                                                         |
| رمز المكالمات الدولي                                      | +55 | +352                                                          |
| رمز الإنترنت                                              | .br | .lu                                                           |
| المنطقة الزمنية                                           | | توقيت وسط أوروبا، ت ع م+01:00، ت ع م+02:00، أوروبا/لوكسمبورج ‏ |

## منظمات دولية مشتركة
يشترك البلدان في عضوية مجموعة من المنظمات الدولية، منها:
| علم المنظمة | اسم المنظمة                        | تاريخ انضمام البرازيل | تاريخ انضمام لوكسمبورغ |
| ----------- | ---------------------------------- | --------------------- | ---------------------- |
|             | البنك الدولي للإنشاء والتعمير      | 14 يناير 1946         | 27 ديسمبر 1945         |
|             | يونسكو                             | 4 نوفمبر 1946         | 27 أكتوبر 1947         |
|             | الاتحاد البريدي العالمي            | ?                     | ?                      |
|             | منظمة التجارة العالمية             | ?                     | ?                      |
|             | وكالة ضمان الاستثمار متعدد الأطراف | 7 يناير 1993          | 29 أغسطس 1991          |
|             | البنك الإفريقي للتنمية             | ?                     | ?                      |
|             | نظام تحكم تكنولوجيا القذائف        | 1995                  | 1990                   |
|             | منظمة الشرطة الجنائية الدولية      | ?                     | ?                      |
|             | مجموعة الموردين النوويين           | ?                     | ?                      |
|             | الاتحاد الدولي للاتصالات           | 4 يوليو 1877          | 2 مارس 1866            |
|             | الأمم المتحدة                      | 24 أكتوبر 1945        | 24 أكتوبر 1945         |
|             | مؤسسة التمويل الدولية              | 31 ديسمبر 1956        | 4 أكتوبر 1956          |
|             | مؤسسة التنمية الدولية              | 15 مارس 1963          | 4 يونيو 1964           |
|             | الفريق المعني برصد الأرض           | ?                     | ?                      |
|             | منظمة حظر الأسلحة الكيميائية       | ?                     | ?                      |

## وصلات خارجية
- موقع وزارة الخارجية البرازيلية
- موقع وزارة الخارجية اللوكسمبورغية